# Amesbury
Koordinaten: 51° 11′ N, 1° 47′ W
Amesbury ist eine Stadt in Wiltshire, England, ca. 13 km nördlich von Salisbury in der Nähe von Stonehenge. Gegründet wurde die Stadt Amesbury im Jahre 979 nach Christus. Besiedelt war der Ort jedoch schon früher, da an seiner Stelle bereits ein Kloster existierte. Heute gehört die Stadt zur Unitary Authority Wiltshire. Südöstlich des Ortes befindet sich der Militärflugplatz Boscombe Down.
Der Ort wird auf Kartenmaterial aus dem 17. Jahrhundert als „Ambersbury“ bezeichnet. Man vermutet heute, dass er nach Ambrosius Aurelianus benannt wurde, dem Führer des römisch-britischen Widerstandes gegen die Invasion der Sachsen im 5. Jahrhundert. Auch mit der Artus-Legende wird Amesbury in Verbindung gebracht: Das Kloster, wohin sich Guinevere zurückzog, soll das in Amesbury gewesen sein.
Etwa eineinhalb Kilometer westlich der Stadt liegt ein Hillfort aus der Eisenzeit, die von Gebüsch überwuchert und verborgen ist. Diese ist in der Region als Vespasians Lager bekannt (benannt nach dem römischen General und späteren Kaiser, der in diesem Teil der Insel tätig gewesen sein soll). Es haben niemals Ausgrabungen dieser Stätte stattgefunden.

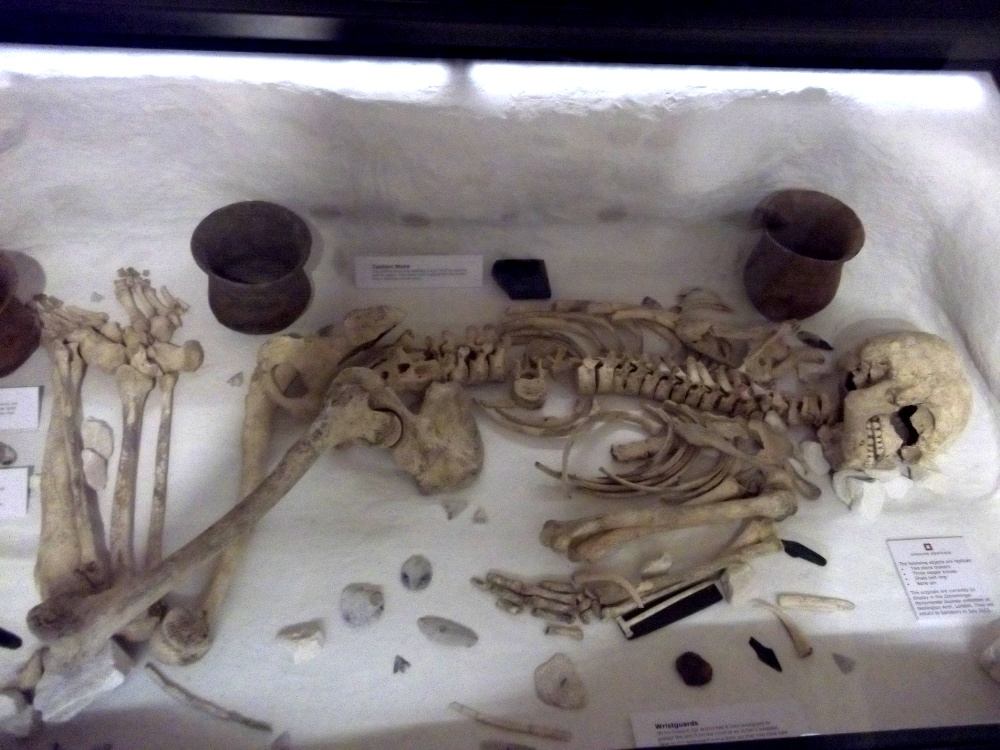
Der Bogenschütze von Amesbury

2002 wurde in Amesbury die prächtigste kupferzeitliche Begräbnisstätte der Britischen Inseln entdeckt. Die Überreste zweier Männer von offensichtlich hohem Stand waren zusammen mit über 100 Grabbeigaben wie Goldohrringen, Kupferdolchen und Pfeilspitzen,  an zwei Stellen bestattet worden. Der Leichnam in dem üppiger ausgestatteten Grab von beiden wurde als Amesbury Archer („Bogenschütze von Amesbury“) bekannt. 
Auf dem bei der Stadt liegenden Adelsgut Blick Mead befindet sich ein Tümpel, in dem es die Algenart Hildebrandia rivularis gibt. Diese verfärbt sich beim Trocknen an der Luft rosa. Der Archäologe David Jacques entdeckte in dem Teichsediment viele Feuersteine und in der Gegend nicht vorkommende Schiefersteine, die absichtlich dort abgelegt worden sein müssen. Er schließt daraus, dass die Menschen der Jungsteinzeit von der Färbung durch den Algenbelag fasziniert waren und sieht einen Zusammenhang mit der Bedeutung von Stonehenge.

## Persönlichkeiten
- Isabel de Verdon (1317–1349), Adlige